# Joppa stigmatica
Joppa stigmatica là một loài tò vò trong họ Ichneumonidae.